# Alfons Meindl
Alfons Meindl (* 12. September 1929 in Kirchanschöring; † 13. September 2006) war ein deutscher Unternehmer. Er war viele Jahre Chef des Schuhunternehmens Meindl.

## Leben
Meindl wurde als Sohn des Schuhmachers Lukas Meindl geboren, der 1928 den Grundstein für das gleichnamige Unternehmen in seiner heutigen Form gesetzt hatte. Nach dem Abitur stieg er 1948 selbst in das Familienunternehmen ein und war zunächst als Vertriebsleiter tätig. Mit dem Tod des Vaters 1974 übernahm er zusammen mit seinem Bruder Hannes die Leitung der Firma. Beide setzten die Spezialisierung auf Ski- und Bergschuhe fort und entwickelten das Unternehmen in diesem Segment zu einem Weltmarktanbieter. 2006 wurden die Schuhe des Unternehmens in 35 Länder exportiert. Allein am Standort Kirchanschöring waren etwa 200 Mitarbeiter beschäftigt. Für innovative Produkte und die ökologische Produktionsweise wurde das Unternehmen mehrfach ausgezeichnet.
In seiner Heimatgemeinde Kirchanschöring engagierte sich Meindl auch kommunalpolitisch. Von 1972 bis 2002 gehörte er als Abgeordneter der CSU dem Gemeinderat an. Von Oktober 1985 bis April 2002 hielt er zudem ein Mandat im Kreistag des Landkreises Traunstein. Im sozialen Bereich schuf er mit dem Kirchanschöringer Sozialfonds einen Hilfsfonds für Bedürftige aus der Gemeinde.
Nach seinem Tod ging die Führung des Familienunternehmens in der elften Generation an seine Söhne Lars und Lukas über.

## Ehrungen
- Bürgermedaille der Gemeinde Kirchanschöring (1989)
- Ehrenring von Kirchanschöring
- Bundesverdienstkreuz am Bande (1. Juni 1995)[1]
- Ehrenbürger von Kirchanschöring (1999)
- Bürgermedaille der Stadt Laufen (Salzach) (1999)[2]

## Quelle
- Johannes Schweikle: Die Erben des Schusterhäusls. Die Zeit, Nr. 41/2009, S. 36.